# Scea servula
Scea servula là một loài bướm đêm thuộc họ Notodontidae. Nó được tìm thấy ở Nam Mỹ, bao gồm và có thể limited to Colombia.